# Elops
Elops is een geslacht van straalvinnige vissen uit de familie van tienponders (Elopidae). Het geslacht is voor het eerst wetenschappelijk beschreven in 1766 door Linnaeus.

## Soorten
- Elops affinis Regan, 1909
- Elops hawaiensis Regan, 1909
- Elops lacerta Valenciennes in Cuvier and Valenciennes, 1847
- Elops machnata (Forsskål, 1775)
- Elops saurus Linnaeus, 1766 – Tienponder
- Elops senegalensis Regan, 1909
- Elops smithi McBride, Rocha, Ruiz-Carus & Bowen, 2010

Niet geaccepteerde soorten:
- Elops albus Swainson, 1839 → Stolephorus indicus (van Hasselt, 1823)
- Elops australis Regan, 1909 → Elops hawaiensis Regan, 1909
- Elops capensis Smith, 1838-47 → Elops machnata (Forsskål, 1775)
- Elops congicus Boulenger, 1898 → Elops lacerta Valenciennes, 1847
- Elops cundinga (Hamilton, 1822) → Megalops cyprinoides (Broussonet, 1782)
- Elops cyprinoides (Broussonet, 1782) → Megalops cyprinoides (Broussonet, 1782)
- Elops hawaiiensis Regan, 1909 → Elops hawaiensis Regan, 1909
- Elops indicus Swainson, 1839 → Elops machnata (Forsskål, 1775)
- Elops inermis Mitchill, 1814 → Elops saurus Linnaeus, 1766
- Elops javanicus Valenciennes, 1847 → Dussumieria acuta Valenciennes, 1847
- Elops purpurascens Richardson, 1846 → Elops machnata (Forsskål, 1775)